# Secrets (série bande dessinée)
Pour les articles homonymes, voir Secrets.
Secrets est une série de bande dessinée, conçue et écrite par Frank Giroud. Elle est publiée dans la collection « Empreinte(s) » des éditions Dupuis.

## Synopsis
Secrets rassemble des histoires de familles. Passé ou présent, en France ou ailleurs, chaque récit tourne autour d’un secret souvent porté par les soubresauts de l’Histoire. À chaque fois, un dessinateur y apporte son style et son originalité.

## Récits

### L’Écharde
- 2 tomes : septembre 2004 et décembre 2006, intégrale en mai 2010
- Dessin : Marianne Duvivier
- Couleurs : Bertrand Denoulet

Au printemps 1968, alors que rien ne le laissait présager, Robert Picot se suicide dans son atelier. Il laisse une femme, Marie-Louise, et leurs deux filles, Annette et Hélène. Tandis que sa veuve sombre dans l’hébétude et qu’Hélène est accablée par le chagrin, sa fille préférée Annette, traumatisée par la vision de son père pendu, cherche des réponses. Elle retourne à Paris, où se profilent les émeutes étudiantes. Au fil d’une enquête obstinée, elle découvre le secret que ses parents cachaient : ce qui s’est passé à Drancy en juillet 1942.

### Le Serpent sous la glace
- 3 tomes : septembre 2004, novembre 2005 et décembre 2006, intégrale en octobre 2011
- Dessin : Milan Jovanovic
- Couleurs : Cerise

À Moscou en 2004, Valentin Kozlov voit sa vie basculer en quelques jours. Poursuivi par des hommes de main de la mafia russe qui cherchent à l’éliminer, il abandonne son manteau sur les blocs de glace charriés par la Moskova pour leur faire croire qu’il s’est noyé. Recueilli par le clochard Philarète, il lui raconte comment il en est arrivé là. Quelques semaines plus tôt, son père Vassili est mort à Paris. Parti sur ses traces, il apprend que Vassili Kozlov s’appelait en réalité Dimitri Yakovlev et qu'il a fui le goulag en 1948 en se faisant passer pour un autre. Le chemin vers la vérité sera parsemé de dangers pour Valentin.

### L’Écorché
- 2 tomes : avril 2006 et août 2007, intégrale en novembre 2012
- Scénario du tome 2 : Florent Germaine
- Dessin et couleurs : Rubén Pellejero

Affligé d’un handicap qui le défigure et le contraint à porter un masque sur le bas du visage, Tristan Paulin trouve son épanouissement dans la peinture. Il vit dans un Paris qui vient de connaître la Commune de 1871 et exerce le même métier que son père, celui de boucher aux abattoirs. Deux événements vont bouleverser sa vie : sa rencontre avec Mathilde, une bourgeoise passionnée d’impressionnisme, et l’assassinat de ses parents adoptifs. Tristan se met en quête du secret de ses origines qui, une fois dévoilé, influencera profondément son art.

### Samsara
- 2 tomes : août 2007 et février 2009, intégrale en novembre 2012
- Dessin et couleurs : Michel Faure

En 1885, à l’apogée de l’Empire colonial britannique, Elizabeth Griffith tente de communiquer à ses élèves anglais des quartiers pauvres de Manchester l’émerveillement qu’elle ressent pour les Indes. Pourtant, dans sa propre famille, elle se heurte à un mur de silence à la moindre évocation de ce pays. Partie à la recherche d’un trésor dans la jungle indienne, elle brave l’inconnu au risque de perdre la raison, comme sa mère avant elle.

### Pâques avant les Rameaux
- 1 tome : février 2009
- Coscénario : Virginie Greiner
- Dessin : Marianne Duvivier
- Couleurs : Bertrand Denoulet

### L’Angélus
- 2 tomes : mai 2010 et septembre 2011
- Dessin et couleurs : José Homs

### La Corde
- 2 tomes : mai 2010 et octobre 2011
- Dessin : Marianne Duvivier
- Couleurs : Bertrand Denoulet

### ¡Adelante!
- prévu en 2 tomes : juin 2013 et à septembre 2014
- Dessin : Javi Rey
- Couleurs : Delf

### Cavale
- prévu en 3 tomes : juin 2013, janvier 2014 et novembre 2014
- Co-scénario : Florent Germaine
- Dessin : Magda
- Couleurs : Meephe Versaevel

### Heureuse vie! Heureux combats!
- août 2014
- Scénario : Denis Lapière
- Dessin : Marianne Duvivier
- Couleurs : Meephe Versaevel

### Documentation
- Henri Filippini, « Secrets : L'Angélus, t. 1 », dBD, no 44,‎ juin 2010, p. 70.
- Henri Filippini, « Secrets : La Corde, t. 1 », dBD, no 44,‎ juin 2010, p. 75.